# حساب پردازه
حساب پردازه، دسته‌ای از ابزارهای مدلسازی و توصیف پردازه‌های هستند که در مبحث همروندی علم کامپیوتر مطرح می‌شوند. از مهمترین ویژگی‌های این روش مدلسازی، ترکیب پذیری(Compositionality) مدل‌ها در حوزه نحوی و معنایی است.

## تاریخچه
مبحث جبر پردازه در دهه هفتاد قرن بیستم میلادی مطرح شد. پیش از این زمان تنها مطلب در حوزه همروندی، شبکه‌های پتری بودند که توسط پتری در سال 1962 مطرح شدند. در اوایل دهه 70، سه روش تحلیل صوری برنامه‌های کامپیوتری مطرح شد که معروفترین آن معنای عملیاتی بود.

## تعریف
"پردازه"، در اصطلاح به رفتار یک سیستم اشاره دارد و سیستم هم به نوبه خود موجودیتی است که از خود رفتاری را نشان می‌دهد. یک رفتار، مجموعه‌ای از رخدادها و اعمالی است که از سیستم سر میزند یا برای سیستم پیش میآید. علاوه بر این رفتار سیستم شامل ترتیب انجام شدن، زمانبندی و احتمالات مرتبط با هرکدام از این رخدادها و اعمال نیز می‌باشد.
اصطلاح جبر، در این حوزه، اشاره به خواص جبری و قاعده‌ای در مدلسازی رفتار سیستم دارد. به زبان دیگر، یک جبر هر ساختار ریاضی است که قواعد داده شده در رابطه با عملگرهای پایه‌ای خود را ارضا میکند.(برای بحث دقیقتر به "گروه" مراجعه کنید)
هر عضو مجموعه تعریف شده توسط جبر پردازه، یک پردازه خواهد بود که با استفاده از قواعد موجود در جبر پردازه میتوان بر روی آن‌ها "محسابات" انجام داد.

## ترکیب‌پذیری
ترکیب‌پذیری خاصیتی است که اولین بار توسط گوتلوب فرگه مطرح شد. طبق این خاصیت، هر سیستم تجزیه‌پذیر را می‌توان به صورت اجزایی که با عملگرها به یکدیگر متصلند مدل کرد. اگر معنای هر جزء و فرایندی که هر عملگر در حوزه معنایی انجام می‌دهد را بدانیم، می‌توانیم معنای کلی سیستم را بدست بیاوریم.

## نمونه‌هایی از حساب پردازه
از نمونه‌های حساب پردازه میتوان موارد زیر را نام برد:
- جبر پردازه CCS
- جبر پردازه CSP
- جبر پردازه ACP